# 粤北鹅耳枥
粤北鹅耳枥（学名：Carpinus chuniana）是桦木科鹅耳枥属的植物，为中国的特有植物。分布在中国大陆的广东、贵州、湖南、湖北等地，生长于海拔800米至1,200米的地区，一般生于沟谷以及石灰岩山地的林中，目前尚未由人工引种栽培。

## 别名
滇粤鹅耳枥（中国树木分类学）